# Оль, Йёрген
Йёрген Оль (норв. Jørgen Aall; 22 февраля 1771 — 7 апреля 1833) — норвежский политик и судовладелец, член норвежской конституционной ассамблеи 1814 году, принявшей конституцию Норвегии, брат Якоба Оля. В 1815—1816 годах член Парламента Норвегии. К 1805 году Йёрген владел одиннадцатью кораблями.

## Биография
Родился в 1771 году, был вторым сыном Николая Бенджамина Оль и Амборг Йоргенсдаттер, урождённой Вессельтофт. У него было три брата и три сестры. Его братья Нильс и Якоб занимали высокие государственные посты, а его сестра — Бенедикт Хенрика, вышла замуж за Ульриха Фридриха фон Каппелена, который происходил из влиятельной и знатной семьи Каппелен. Впоследствии его племянники станут видными политическими деятелями.
В декабре 1793 года женился на Биргитте Гурин Вейер родом из Стромсо. У него было шестеро детей: пятеро дочерей и один сын. Его дочери вышли замуж за братьев-мэров: Йоргена и Паулюса Флаудов.

### Карьера
Оль был избран в Конституционную ассамблею Норвегии, которая разработала Конституцию в 1814 году. Позднее он являлся членом парламента — Стортинга, от избирательного округа Скиен Посгранд Оль. В каждый День Конституции Норвегии его надгробие украшают гирляндами в знак почёта.
Оль также был судовладельцем. В 1805 году в его владении было 8 кораблей. Большая часть его богатства была унаследована от отца, который умер через два года после открытия собственного бизнеса. Однако, наполеоновские войны и их последствия негативно отразились на бизнесе, и в 1818 году Оль подал заявление о банкротстве.